# 557 (số)
557 (năm trăm năm mươi bảy)(số La Mã: DLVII) là một số tự nhiên ngay sau số 556 và ngay trước số 558.

## Trong toán học
- 557 là một số nguyên tố